# Монтелоро (Фиренца)
Монтелоро је насеље у Италији у округу Фиренца, региону Тоскана.
Према процени из 2011. у насељу је живело 82 становника. Насеље се налази на надморској висини од 415 м.